# Nado sincronizado no Campeonato Mundial de Esportes Aquáticos de 2009 - Rotina técnica dueto
A rotina técnica dueto do nado sincronizado no Campeonato Mundial de Esportes Aquáticos de 2009 foi realizada nos dias 20 e 21 de julho no Stadio Pietrangeli em Roma.

## Calendário
| Fase         | Data     |
| ------------ | -------- |
| Eliminatória | 20/julho |
| Final        | 21/julho |

## Medalhistas
| Ouro                                             | Prata                                    | Bronze                                |
| Rússia · Anastasia Davydova · Svetlana Romashina | Espanha · Andrea Fuentes · Gemma Mengual | China · Jiang Tingting · Jiang Wenwen |

## Resultados

### Eliminatória
Esses foram os resultados da primeira fase:
| Posição | Atletas                                 | Atletas        | Nota   |
| ------- | --------------------------------------- | -------------- | ------ |
| 1       | Anastasia Davydova Svetlana Romashina   | Rússia         | 98,833 |
| 2       | Andrea Fuentes Gemma Mengual            | Espanha        | 97,500 |
| 3       | Jiang Tingting Jiang Wenwen             | China          | 96,166 |
| 4       | Yukiko Inui Chisa Kobayashi             | Japão          | 94,667 |
| 5       | Tracy Little Élise Marcotte             | Canadá         | 94,333 |
| 6       | Beatrice Adelizzi Giulia Lapi           | Itália         | 93,833 |
| 7       | Daria Iushko Kseniya Sydorenko          | Ucrânia        | 92,333 |
| 8       | Apolline Dreyfuss Lila Meessemann-Bakir | França         | 92,000 |
| 9       | Natalia Anthopoulou Despoina Solomou    | Grécia         | 91,833 |
| 10      | Meghan Kinney Jillian Penner            | Estados Unidos | 89,833 |
| 11      | Nayara Figueira Lara Teixeira           | Brasil         | 89,667 |
| 12      | Olivia Allison Jenna Randall            | Reino Unido    | 89,166 |
| 13      | Sona Bernardova Alžběta Dufková         | Chéquia        | 87,167 |
| 14      | Mariana Cifuentes Evelyn Guajardo       | México         | 86,667 |
| 15      | Park Hyunha Park Hyunsun                | Coreia do Sul  | 86,333 |
| 16      | Anastasia Gloushkov Ester Levy          | Israel         | 86,000 |
| 16      | Sarah Amrein Stephanie Jost             | Suíça          | 86,000 |
| 18      | Nadine Brandl Elisabeth Mahn            | Áustria        | 85,500 |
| 19      | Anastasiya Mazgo Darya Navaselskaya     | Bielorrússia   | 84,333 |
| 20      | Wiebke Jeske Edith Zeppenfeld           | Alemanha       | 80,500 |
| 21      | Reem Abd Elazem Dalia El Gebaly         | Egito          | 80,334 |
| 22      | Dorottya Kovács Kata Stumpf             | Hungria        | 79,334 |
| 23      | Anna Soto Mary Soto                     | Venezuela      | 78,666 |
| 24      | Elena Radkova Kalina Yordanova          | Bulgária       | 78,000 |
| 25      | Etel Sanchez Sofia Sanchez              | Argentina      | 77,833 |
| 26      | Valentina Popova Anastasiya Ruzmetova   | Uzbequistão    | 77,500 |
| 27      | Eloise Amberger Sarah Bombell           | Austrália      | 76,667 |
| 28      | Cristina Nicolini Elena Tini            | San Marino     | 74,334 |
| 29      | Rodriguez Gonzales Grisel Tendero Llada | Cuba           | 73,167 |
| 30      | Mei Shan Krishnan Jodie Ng En Pei       | Singapura      | 72,000 |
| 31      | Nadezhda Gómez Violeta Mitinian         | Costa Rica     | 71,667 |
| 32      | Lok Ka Man Wong Cheng U                 | Macau          | 68,500 |
| 33      | Arsyi Sabihisma Tri Eka Sandiri         | Indonésia      | 66,334 |
| 34      | Lilit Davidyan Margarita Ghazaryan      | Armênia        | 56,833 |

### Final
Esses foram os resultados da final:
| Posição           | Atletas                                 | Atletas        | Notas  | Notas  | Notas | Total  |
| Posição           | Atletas                                 | Atletas        | EX     | OI     | Pen   | Total  |
| ----------------- | --------------------------------------- | -------------- | ------ | ------ | ----- | ------ |
| Medalha de ouro   | Anastasia Davydova Svetlana Romashina   | Rússia         | 49,167 | 49,500 |       | 98,667 |
| Medalha de prata  | Andrea Fuentes Gemma Mengual            | Espanha        | 48,500 | 48,833 |       | 97,333 |
| Medalha de bronze | Jiang Tingting Jiang Wenwen             | China          | 47,500 | 48,167 |       | 95,667 |
| 4                 | Yukiko Inui Chisa Kobayashi             | Japão          | 46,833 | 47,500 |       | 94,333 |
| 5                 | Beatrice Adelizzi Giulia Lapi           | Itália         | 46,667 | 47,167 |       | 93,834 |
| 6                 | Tracy Little Élise Marcotte             | Canadá         | 46,333 | 47,500 |       | 93,833 |
| 7                 | Daria Iushko Kseniya Sydorenko          | Ucrânia        | 46,167 | 46,500 |       | 92,667 |
| 8                 | Apolline Dreyfuss Lila Meessemann-Bakir | França         | 46,167 | 46,000 |       | 92,167 |
| 9                 | Natalia Anthopoulou Despoina Solomou    | Grécia         | 45,500 | 45,333 |       | 90,833 |
| 10                | Nayara Figueira Lara Teixeira           | Brasil         | 45,000 | 45,333 |       | 90,333 |
| 11                | Olivia Allison Jenna Randall            | Reino Unido    | 44,333 | 44,333 |       | 89,166 |
| 12                | Meghan Kinney Jillian Penner            | Estados Unidos | 43,833 | 44,667 |       | 88,500 |